# San Lawrenz
San Lawrenz, ook bekend onder de Engelse naam Saint Lawrence is een plaats en gemeente op het Maltese eiland Gozo.
De naam van deze plaats is afkomstig van haar beschermheilige, Laurentius van Rome. Het inwoneraantal van 599 personen (november 2005) is het op een na laagste van het eiland Gozo en het op twee na laagste van de Maltese eilanden. Onder de gemeente San Lawrenz vallen onder andere het natuurreservaat Fungus Rock en het voormalige Blauwe Raam (Azure Window).
De jaarlijkse festa van San Lawrenz wordt gehouden op 10 augustus. Dit dorpsfeest wordt gevierd ter ere van beschermheilige Laurentius van Rome.